# Kalore asanga
Kalore asanga är en skalbaggsart som beskrevs av Martins och Maria Helena M. Galileo 2006. Kalore asanga ingår i släktet Kalore och familjen långhorningar. Inga underarter finns listade i Catalogue of Life.